# Scott Parker (football)
Pour les articles homonymes, voir Scott Parker et Parker.
Scott Matthew Parker, né le 13 octobre 1980 à Lambeth, est un footballeur international anglais qui évolue au milieu de terrain entre 1997 et 2017.

## Biographie

### En club
Scott Parker se révèle avec l'équipe de Charlton Athletic, son club formateur.
Il est alors transféré à Chelsea FC en 2004 où l'on attend beaucoup de ce nouvel international anglais.
Mais à son arrivée à Chelsea, Scott Parker joue assez peu. Il est rapidement mis à l'écart par Claudio Ranieri puis par José Mourinho.
Le 31 août 2011, il est transféré à Tottenham, le club qu'il soutenait durant sa jeunesse, il en deviendra un des hommes de base d'Harry Redknapp ou il confirme sa bonne saison qu'il avait connu avec West Ham.
Le 19 août 2013, Scott Parker est transféré au Fulham FC.
Le 28 juin 2017, Scott Parker annonce qu'il met un terme à sa carrière de joueur.

### Sélection nationale
Parker est sélectionné pour la première fois en équipe d'Angleterre le 16 novembre 2003 face à l'équipe du Danemark. Le 16 mai 2012, il est sélectionné par Roy Hodgson dans la liste des vingt-trois joueurs qui participent l'Euro 2012.

### Parcours en tant qu'entraîneur

#### Tottenham Hotspur (jeunes)
Récemment retraité des terrains, Scott Parker est nommé entraîneur des moins de dix-huit ans de Tottenham Hotspur en juin 2017.

#### Fulham FC

##### Entraineur-adjoint
En juillet 2018, il quitte son poste pour intégrer le staff technique de l'entraîneur Slaviša Jokanović au Fulham FC. L'entraîneur serbe est démis de ses fonctions en début de saison, mais Parker reste en poste aux côtés de Claudio Ranieri, nommé entraîneur de Fulham en novembre 2018.

##### Entraineur principal
Le 28 février 2019, Ranieri est à son tour limogé par Fulham et Scott Parker est nommé entraîneur du club londonien jusqu'à la fin de la saison, alors que le club londonien pointe à la dix-neuvième place au classement de Premier League. Parker ne peut éviter la relégation de Fulham en deuxième division anglaise mais les dirigeants de celui-ci lui font tout de même signer un contrat de deux ans le 10 mai 2019.

#### AFC Bournemouth
Il devient le nouveau T1 de Bournemouth pour la saison 2021-2022.
Scott Parker permet au club de finir vice-champion de Championship et donc de retrouver la Premier League, 2 ans après l'avoir quitté.
Le 30 août 2022, il est viré de son poste après 3 défaites consécutives après seulement 4 matches de championnat.

#### FC Bruges
Le 31 décembre 2022, Scott Parker devient le nouvel entraîneur du FC Bruges, champion en titre de Belgique.
Il remplace Carl Hoefkens, limogé pour manque de résultats en championnat malgré une qualification historique en 1/8e de finale de la Ligue des champions.
Le 8 mars 2023, Scott Parker est limogé de son poste d'entraineur à la suite de l'humiliante élimination en 1/8 de finale retour de la Ligue des champions face au Benfica Lisbonne (défaite 5-1) et un bilan nettement insuffisant en championnat (2 victoires en 10 matches et 10 points pris sur 30).

## Palmarès

### En club
- Charlton Athletic
  - Champion d'Angleterre de deuxième division en 2000.

### Distinctions individuelles
- Nommé meilleur jeune joueur de l'année PFA en 2004.
- Joueur du mois de Premier League en février 2011 et en novembre 2011.
- Footballeur de l'année de la FWA en 2011.
- Membre de l'équipe-type de Premier League en 2012.

## Statistiques
| Saison                | Club                  | Championnat           | Championnat | Championnat | Coupe nationale | Coupe nationale | Coupe de la Ligue | Coupe de la Ligue | Compétition(s) continentale(s) | Compétition(s) continentale(s) | Compétition(s) continentale(s) | Angleterre | Angleterre | Total | Total |
| Saison                | Club                  | Division              | M.          | B.          | M.              | B.              | M.                | B.                | Comp.                          | M.                             | B.                             | M.         | B.         | M.    | B.    |
| 1997-1998             | Charlton Athletic     | Championship          | 3           | 0           | 1               | 0               | -                 | -                 | -                              | -                              | -                              | -          | -          | 4     | 0     |
| 1998-1999             | Charlton Athletic     | Premier League        | 4           | 0           | 1               | 0               | 1                 | 0                 | -                              | -                              | -                              | -          | -          | 6     | 0     |
| 1999-2000             | Charlton Athletic     | Championship          | 15          | 1           | 1               | 0               | 2                 | 0                 | -                              | -                              | -                              | -          | -          | 18    | 1     |
| 2000-2001             | Charlton Athletic     | Premier League        | 20          | 1           | 3               | 0               | 2                 | 0                 | -                              | -                              | -                              | -          | -          | 25    | 1     |
| 2001-2002             | Charlton Athletic     | Premier League        | 38          | 1           | -               | -               | 3                 | 0                 | -                              | -                              | -                              | -          | -          | 41    | 1     |
| 2002-2003             | Charlton Athletic     | Premier League        | 28          | 4           | 1               | 0               | -                 | -                 | -                              | -                              | -                              | -          | -          | 29    | 4     |
| 2003-2004             | Charlton Athletic     | Premier League        | 20          | 2           | -               | -               | 2                 | 1                 | -                              | -                              | -                              | 1          | 0          | 23    | 3     |
| Sous-total            | Sous-total            | Sous-total            | 128         | 9           | 7               | 0               | 10                | 1                 | -                              | -                              | -                              | 1          | 0          | 146   | 10    |
| 2000-2001             | Norwich City (prêt)   | Championship          | 6           | 1           | -               | -               | -                 | -                 | -                              | -                              | -                              | -          | -          | 6     | 1     |
| Sous-total            | Sous-total            | Sous-total            | 6           | 1           | -               | -               | -                 | -                 | -                              | -                              | -                              | -          | -          | 6     | 1     |
| 2003-2004             | Chelsea FC            | Premier League        | 11          | 1           | 1               | 0               | -                 | -                 | C1                             | 5                              | 0                              | 1          | 0          | 18    | 1     |
| 2004-2005             | Chelsea FC            | Premier League        | 4           | 0           | -               | -               | 3                 | 0                 | C1                             | 4                              | 0                              | -          | -          | 11    | 0     |
| Sous-total            | Sous-total            | Sous-total            | 15          | 1           | 1               | 0               | 3                 | 0                 | -                              | 9                              | 0                              | 1          | 0          | 29    | 1     |
| 2005-2006             | Newcastle United      | Premier League        | 26          | 1           | 3               | 1               | 2                 | 0                 | CI                             | 1                              | 0                              | -          | -          | 32    | 2     |
| 2006-2007             | Newcastle United      | Premier League        | 29          | 3           | -               | -               | 2                 | 1                 | CI+C3                          | 2+8                            | 0+0                            | 1          | 0          | 42    | 4     |
| Sous-total            | Sous-total            | Sous-total            | 55          | 4           | 3               | 1               | 4                 | 1                 | -                              | 11                             | 0                              | 1          | 0          | 74    | 6     |
| 2007-2008             | West Ham United       | Premier League        | 18          | 1           | -               | -               | 2                 | 0                 | -                              | -                              | -                              | -          | -          | 20    | 1     |
| 2008-2009             | West Ham United       | Premier League        | 28          | 1           | 3               | 0               | 1                 | 0                 | -                              | -                              | -                              | -          | -          | 32    | 1     |
| 2009-2010             | West Ham United       | Premier League        | 31          | 2           | -               | -               | 2                 | 0                 | -                              | -                              | -                              | -          | -          | 33    | 2     |
| 2010-2011             | West Ham United       | Premier League        | 32          | 5           | 3               | 0               | 5                 | 2                 | -                              | -                              | -                              | 3          | 0          | 43    | 7     |
| 2011-2012             | West Ham United       | Premier League        | 4           | 1           | -               | -               | -                 | -                 | -                              | -                              | -                              | -          | -          | 4     | 1     |
| Sous-total            | Sous-total            | Sous-total            | 113         | 10          | 6               | 0               | 10                | 2                 | -                              | -                              | -                              | 3          | 0          | 132   | 12    |
| 2011-2012             | Tottenham Hotspur     | Premier League        | 29          | 0           | 5               | 0               | -                 | -                 | -                              | -                              | -                              | 11         | 0          | 45    | 0     |
| 2012-2013             | Tottenham Hotspur     | Premier League        | 21          | 0           | 2               | 0               | -                 | -                 | C3                             | 6                              | 0                              | 1          | 0          | 30    | 0     |
| Sous-total            | Sous-total            | Sous-total            | 50          | 0           | 7               | 0               | 0                 | 0                 | -                              | 6                              | 0                              | 12         | 0          | 75    | 0     |
| 2013-2014             | Fulham FC             | Premier League        | 29          | 2           | 1               | 0               | 2                 | 0                 | -                              | -                              | -                              | -          | -          | 32    | 2     |
| 2014-2015             | Fulham FC             | Championship          | 37          | 3           | 2               | 0               | 2                 | 0                 | -                              | -                              | -                              | -          | -          | 41    | 3     |
| 2015-2016             | Fulham FC             | Championship          | 24          | 1           | -               | -               | -                 | -                 | -                              | -                              | -                              | -          | -          | 24    | 1     |
| 2016-2017             | Fulham FC             | Championship          | 29          | 0           | 1               | 0               | 1                 | 0                 | -                              | -                              | -                              | -          | -          | 31    | 0     |
| Sous-total            | Sous-total            | Sous-total            | 119         | 6           | 4               | 0               | 5                 | 0                 | -                              | -                              | -                              | -          | -          | 128   | 6     |
| Total sur la carrière | Total sur la carrière | Total sur la carrière | 486         | 31          | 28              | 1               | 32                | 4                 | -                              | 26                             | 0                              | 18         | 0          | 590   | 36    |